# 오픈리크스

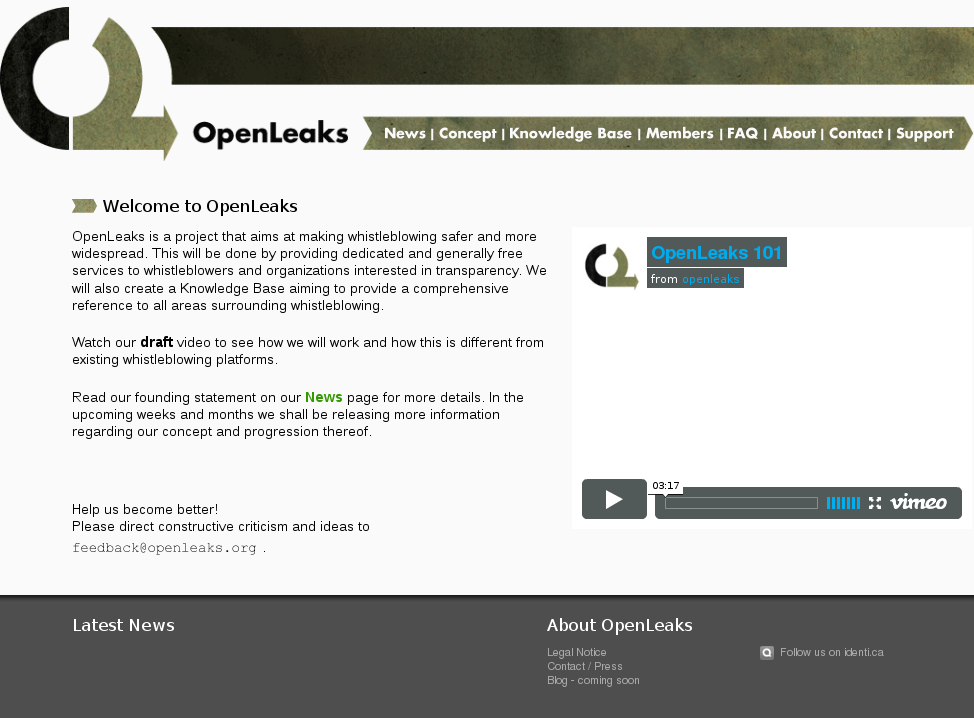

오픈리크스(OpenLeaks)는 2011년 1월 설립된 내부고발 사이트이다. 위키리크스를 공동창업하고 대변인으로 활동하던 다니엘 돔샤이트-베르크가, 위키리크스로의 지나친 정보 집중에 문제를 느껴 만들었다.